# الحزب الوطني لتحقيق الإصلاحات المغربية
الحزب الوطني لتحقيق الإصلاحات المغربية (بالفرنسية: Parti national pour la réalisation des réformes marocaines)‏ هو حزب سياسي مغربي سابق أنشأه علال الفاسي عام 1937، بعد انشقاقه عن كتلة العمل الوطني. أصبح الحزب غير نشط في نفس العام بعد نفي علال الفاسي إلى الجابون.
يعتبر الحزب الوطني لتحقيق الإصلاحات المغربية سلف حزب الاستقلال.

## صحافة
كان للحزب الوطني لتحقيق الإصلاحات المغربية العديد من التأييد الكتابي، منها:

### يكتب بالعربية
- الأطلس
- المغرب

### يكتب بالفرنسية
- L'Action Populaire